# Macaria kruegeri
Macaria kruegeri es una polilla de reciente descubrimiento, perteneciente a la familia Geometridae y descrita en 2020. El holotipo de la especie fue descrita a unos 3200 m de altitud cerca de la localidad de Zapahuira, provincia de Parinacota, Chile. Fue descrita con su planta hospedante, Adesmia spinosissima en la localidad tipo.